# Dugesia lugubris
Dugesia lugubris är en plattmaskart som först beskrevs av Schmidt 1861. Enligt Catalogue of Life ingår Dugesia lugubris i släktet Dugesia och familjen Planariidae, men enligt Dyntaxa är tillhörigheten istället släktet Dugesia och familjen Dugesiidae. Arten är reproducerande i Sverige. Inga underarter finns listade i Catalogue of Life.